# Андерсен, Петер (кёрлингист)
Пе́тер А́ндерсен (дат. Peter Andersen, род. 21 декабря 1957) — датский кёрлингист.
Играл в основном на позиции второго. В составе мужской сборной Дании участник и призёр чемпионатов мира и Европы. Десятикратный чемпион Дании среди мужчин, чемпион Дании среди смешанных команд 1982.

## Достижения
- Чемпионат мира по кёрлингу среди мужчин: бронза (1990).
- Чемпионат Европы по кёрлингу: серебро (1993), бронза (1978).
- Чемпионат Дании по кёрлингу среди мужчин: золото (1977, 1981, 1983, 1986, 1989, 1990, 1992, 1997, 1998, 2011)[3].
- Чемпионат Дании по кёрлингу среди смешанных команд: золото (1982)[4].
- Чемпионат Дании по кёрлингу среди юниоров: золото (1976, 1978, 1979)[5].

## Команды
| Сезон                                          | Четвёртый     | Третий           | Второй           | Первый             | Запасной                                               | Турниры                                          |
| ---------------------------------------------- | ------------- | ---------------- | ---------------- | ------------------ | ------------------------------------------------------ | ------------------------------------------------ |
| 1975—76                                        | Томми Стьерне | Олуф Ольсен      | Стин Хансен      | Петер Андерсен     |                                                        | ЧДЮ 1976 · ЧМЮ 1976 (9 место)                    |
| 1976—77                                        | Томми Стьерне | Олуф Ольсен      | Стин Хансен      | Петер Андерсен     |                                                        | ЧДМ 1977 · ЧМ 1977 (10 место)                    |
| 1977—78                                        | Томми Стьерне | Олуф Ольсен      | Стин Хансен      | Петер Андерсен     |                                                        | ЧДЮ 1978 · ЧМЮ 1978 (8 место)                    |
| 1978—79                                        | Томми Стьерне | Олуф Ольсен      | Стин Хансен      | Петер Андерсен     |                                                        | ЧЕ 1978 · ЧДЮ 1979 · ЧМЮ 1979 (6 место)          |
| 1980—81                                        | Томми Стьерне | Олуф Ольсен      | Стин Хансен      | Петер Андерсен     |                                                        | ЧДМ 1981 · ЧМ 1981 (8 место)                     |
| 1982—83                                        | Томми Стьерне | Олуф Ольсен      | Стин Хансен      | Петер Андерсен     |                                                        | ЧДМ 1983 · ЧМ 1983 (7 место)                     |
| 1985—86                                        | Томми Стьерне | Пер Берг         | Петер Андерсен   | Иван Фредериксен   | Микаэль Харри (ЧМ)                                     | ЧЕ 1985 (4 место) · ЧДМ 1986 · ЧМ 1986 (8 место) |
| 1986—87                                        | Томми Стьерне | Пер Берг         | Петер Андерсен   | Иван Фредериксен   |                                                        | ЧЕ 1986 (7 место)                                |
| 1988—89                                        | Томми Стьерне | Пер Берг         | Петер Андерсен   | Андерс Сёдерблом   | Иван Фредериксен                                       | ЧДМ 1989 · ЧМ 1989 (6 место)                     |
| 1989—90                                        | Томми Стьерне | Пер Берг         | Петер Андерсен   | Андерс Сёдерблом   | Иван Фредериксен                                       | ЧДМ 1990 · ЧМ 1990                               |
| 1990—91                                        | Томми Стьерне | Пер Берг         | Иван Фредериксен | Андерс Сёдерблом   | Петер Андерсен                                         | ЧЕ 1990 (9 место)                                |
| 1991—92                                        | Томми Стьерне | Пер Берг         | Петер Андерсен   | Андерс Сёдерблом   | Иван Фредериксен                                       | ЧДМ 1992                                         |
| 1992—93                                        | Томми Стьерне | Пер Берг         | Петер Андерсен   | Иван Фредериксен   | Андерс Сёдерблом                                       | ЧЕ 1992 (8 место)                                |
| 1993—94                                        | Томми Стьерне | Пер Берг         | Петер Андерсен   | Иван Фредериксен   | Андерс Сёдерблом                                       | ЧЕ 1993                                          |
| 1994—95                                        | Томми Стьерне | Андерс Сёдерблом | Петер Андерсен   | Иван Фредериксен   |                                                        |                                                  |
| 1995—96                                        | Томми Стьерне | Пер Берг         | Петер Андерсен   | Иван Фредериксен   | Андерс Сёдерблом тренер: Франтс Гуфлер                 | ЧЕ 1995 (9 место)                                |
| 1996—97                                        | Томми Стьерне | Герт Ларсен      | Петер Андерсен   | Андерс Сёдерблом   | Иван Фредериксен                                       | ЧДМ 1997                                         |
| 1997—98                                        | Томми Стьерне | Герт Ларсен      | Петер Андерсен   | Андерс Сёдерблом   | Иван Фредериксен                                       | ЧДМ 1998 · ЧМ 1998 (7 место)                     |
| 1998—99                                        | Томми Стьерне | Герт Ларсен      | Петер Андерсен   | Иван Фредериксен   | Андерс Сёдерблом тренеры: Микаэль Квист, Олле Брудстен | ЧЕ 1998 (7 место)                                |
| 2010—11                                        | Томми Стьерне | Андерс Сёдерблом | Петер Андерсен   | Иван Фредериксен   | Пер Берг                                               | ЧДМ 2011                                         |
| 2010—11                                        | Томми Стьерне | Пер Берг         | Петер Андерсен   | Андерс Сёдерблом   | Ян Небелонг тренер: Расмус Стьерне                     | ЧМ 2011 (12 место)                               |
| 2011—12                                        | Томми Стьерне | Пер Берг         | Петер Андерсен   | Андерс Сёдерблом   | Ян Небелонг                                            |                                                  |
| 2012—13                                        | Томми Стьерне | Андерс Сёдерблом | Пер Берг         | Иван Фредериксен   | Петер Андерсен                                         | ЧДМ 2013 (6 место)                               |
| 2013—14                                        | Томми Стьерне | Пер Берг         | Петер Андерсен   | Андерс Сёдерблом   | Иван Фредериксен                                       | ЧДМ 2014 (6 место)                               |
| 2014—15                                        | Томми Стьерне | Андерс Сёдерблом | Петер Андерсен   | Иван Фредериксен   |                                                        |                                                  |
| Кёрлинг среди смешанных команд (mixed curling) |               |                  |                  |                    |                                                        |                                                  |
| 1981—82                                        | Томми Стьерне | Лене Х. Нильсен  | Петер Андерсен   | Лоне Кристофферсен |                                                        | ЧДСК 1982                                        |

(скипы выделены полужирным шрифтом)